# Белоногова, Наталья Ивановна
Наталья Ивановна Белоногова (12 мая 1989) — российская футболистка, нападающая и защитница.

## Биография
Воспитанница тольяттинского футбола. В 2006 году играла за «Ладу» в высшей лиге России. В начале 2007 года перешла в «Химки», где в первой половине сезона провела 6 матчей в высшей лиге. В ходе сезона вернулась в «Ладу», игравшую во втором, а на следующий сезон — в первом дивизионе. Полуфиналистка Кубка России 2008 года, серебряный призёр первого дивизиона 2008 года.
Дальнейшая судьба неизвестна.